# نظرية ذرية

النموذج النظري الحالي للذرة ويتألف من نواة كثيفة محاطة بغمامة إلكترونات موزعة توزيعا احتماليا.

النظرية الذرية يشتمل نموذجها الحالي على نواة عالية الكثافة تحيط بها «سحابة» احتمالية من الإلكترونات.
النظرية الذرية نظرية علمية عن طبيعة المادة، وهي تنص على أن المادة تتكون من وحدات منفصلة تدعى الذرات. بدأت النظرية الذرية كمفهوم فلسفي في اليونان القديمة ودخلت المجال العلمي في أوائل القرن التاسع عشر عندما أظهرت اكتشافات في مجال الكيمياء سلوك المادة كما لو أنها تتألف من ذرات.
اشتقت كلمة «ذرة» في اللغة الإنجليزية "Atom" من اليونانية القديمة من الصفة "Atoms" والتي تعني الغير قابل للتجزئة. بدأ كيميائيو القرن التاسع عشر باستخدام هذا المصطلح مع تزايد عدد العناصر الكيميائية المُكتَشَفَة، والتي مثلت وحدات المادة غير القابلة للاختزال. على الرغم من بروز هذا المصطلح بشكل لافت مطلع القرن العشرين، من خلال التجارب المتنوعة عن الكهرومغناطيسية والنشاط الإشعاعي، اكتشف الفيزيائيون أن «الذرة غير القابلة للتقسيم» ائتلاف من جسيمات دون ذرية (بشكل أساسي الإلكترونات والبروتونات والنترونات) يمكن أن تتواجد بشكل منفصل عن بعضها البعض. في الواقع، في بعض البيئات والظروف القاسية كالنجوم النيوترونية، حيث درجة الحرارة العالية والضغط المرتفع، لا تتشكل الذرات على الإطلاق. بعد أن اِكتُشِف أن الذرات وحدات قابلة للتقسيم، اخترع الفيزيائيون مصطلح «الجسيمات الأولية» لوصف أجزاء الذرة غير القابلة للتقسيم أو التدمير. يدرس علم فيزياء الجسيمات الجسيمات دون الذرية، ويأمل الفيزيائيون في هذا المجال اكتشاف الطبيعة الأساسية الحقيقية للمادة.

## التاريخ

### الذرية الفلسفية
فكرة أن المادة مصنوعة من وحدات منفصلة فكرة قديمة جداً، وقد ظهرت في العديد من الثقافات القديمة كاليونان والهند. على أي حال، لقد ظهرت هذه الأفكار في التفكير الفلسفي واللاهوتي بدلاُ من الدليل والتجريب، وبسبب هذا، لم تُقنِع هذه الأفكار الجميع، وظلت الذرية أحد النظريات المنافسة لتفسير طبيعة المادة. لم يتبنى العلماء الذرية قبل القرن التاسع عشر، عندما ظهرت اكتشافات كيميائية يمكن تفسيرها بسهولة باستخدام مفهوم الذرات.

### جون دالتون
ظهر قانونان حول التفاعلات الكيميائية قرب نهاية القرن الثامن عشر لا يتضمن إشارةً إلى فكرة النظرية الذرية. كان الأول هو قانون انحفاظ الكتلة الذي صاغه أنطوان لافوازييه عام 1789، والذي ينص على أن الكتلة الكلية في تفاعل كيميائي تبقى ثابتة (أي أن مجموع كتلة المواد المتفاعلة يساوي مجموع كتلة المواد الناتجة). أما الثاني فهو قانون النسب الثابتة، وقد أُثبت هذا القانون للمرة الأولى على يد الكيميائي الفرنسي جوزيف لويس بروست عام 1799، ينص هذا القانون على أن مركباً ما إذا فُصِل إلى عناصره المُكوِّنة فإن هذه العناصر دائماً تأخذ نفس النسب، بغض النظر عن كمية أو مصدر المادة الأصلية.
درس جون دالتون ما سبق وتوسع فيه وطوّر قانون النسب المتضاعفة، الذي ينص على أنه إذا أمكن جمع عنصرين لتشكيل عدد من المركبات المحتملة، فإن النسبة بين الكتل المختلفة من أحد العنصرين التي تتحد مع كتلة ثابتة من العنصر الآخر تكون نسبة عددية صحيحة وبسيطة. على سبيل المثال، درس بروست أكاسيد القصدير ووجد أن كتلتها هي إما 88.1% قصدير و 11.9% أوكسجين أو 78.7% قصدير و 21.3% أوكسجين (و هي أوكسيد القصدير الثنائي وثنائي أوكسيد القصدير على التوالي). لاحظ دالتون من هذه النسب المئوية أن 100 غرام من القصدير ستجتمع مع إما مع 13.5 غرام أو 27 غرام من الأوكسجين. حيث تشكل 13.5 و 27 النسبة 1:2. وجد دالتون أن النظرية الذرية للمادة يمكن أن تشرح هذا النموذج الكيميائي الشائع بشكل أنيق، ففي حالة أكاسيد القصدير التي بحثها بروست، سوف تتحد ذرة واحدة من القصدير مع ذرة أو ذرتين من الأوكسجين.
آمن دالتون بأن النظرية الذرية قادرة على تفسير سبب امتصاص المياه للغازات المختلفة بنسب مختلفة، على سبيل المثال وجد أن الماء يمتص ثنائي أوكسيد الكربون بشكل أفضل من امتصاصه لغزا النتروجين. افترض دالتون أن سبب هذا السلوك الاختلافات في الكتلة ومزيج جزيئات الغاز، بالإضافة إلى أن جزيئات ثنائي أوكسيد الكربون أثقل وأكبر من جزيئات النيتروجين.
اقترح دالتون أن كل عنصر كيميائي يتكون من ذرات نوع فريد واحد، وعلى الرغم أن هذه الذرات لا يمكن تدميرها أو تغييرها بوسائل كيميائية، فإنه من الممكن أن تجتمع لتشكل بنى أكثر تعقيداً (المركبات الكيميائية). كانت هذه أول نظرية علمية حقيقية عن الذرة، حيث توصل دالتون إلى استنتاجاته عن طريق التجريب.

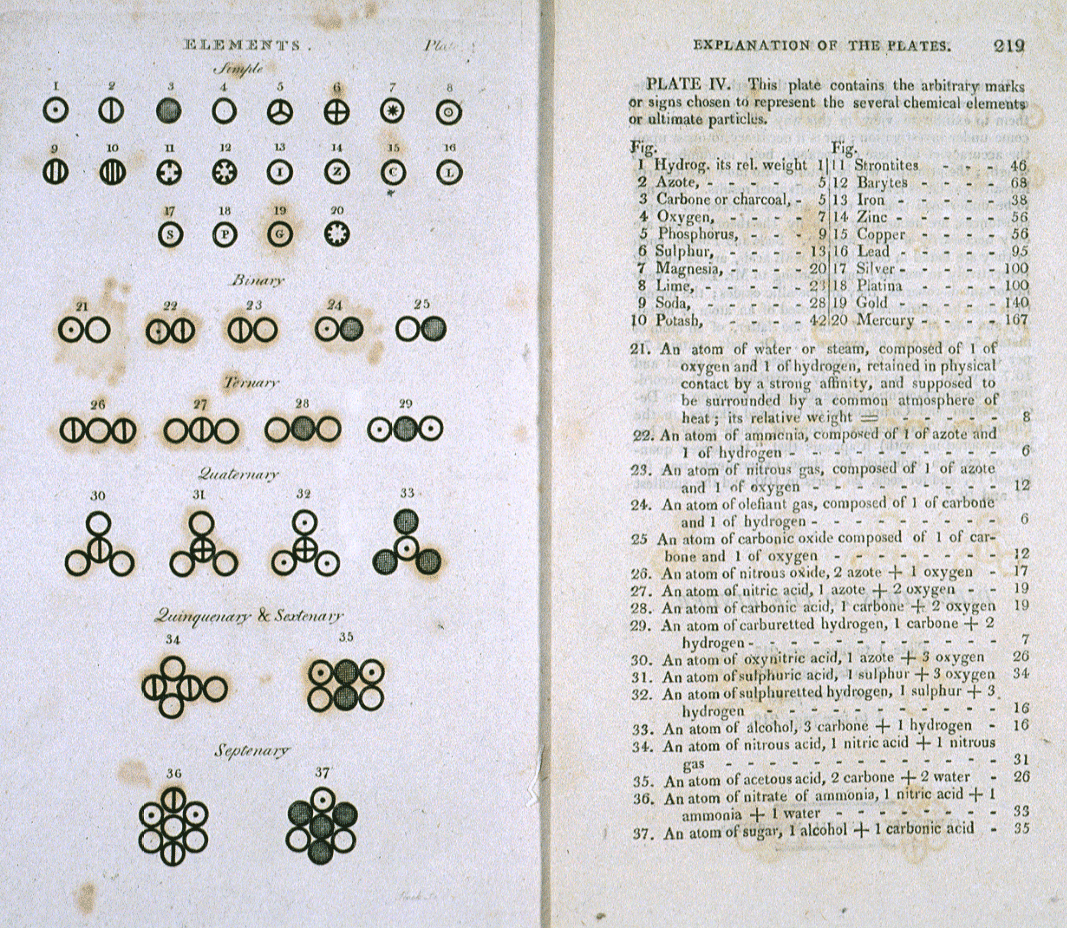
ذرات و جزيئات متنوعة كما تظهر في كتاب جون دالتون «نظام جديد للفلسفة الكيميائية» عام 1808.

عام 1803 قدم دالتون شفوياً قائمته الأولى للأوزان الذرية النسبية لعدد من المواد. نُشِرت هذه الورقة عام 1805، لكنه لم يناقش بالضبط طريقة حصوله على الأرقام. كُشِف للمرة الأولى عن طريقة الحساب عام 1807 من قبل معارفه توماس طومسون في كتاب «نظام الكيمياء» في الطبعة الثالثة منه. وأخيراً نشر دالتون حساباً كاملاً في كتابه الخاص «نظام جديد للفلسفة الكيميائية» بين عامي 1808 و 1810.
قدّر دالتون الأوزان الذرية استناداً لنسب الكتلة عند اتحادها مع ذرة الهيدروجين، التي اِعتُبرت واحدةً للقياس. على الرغم من أن دالتون لم يتصور وجود ذرات بعض العناصر متحدةً بشكل جزيئات- على سبيل المثال الأوكسجين النقي يوجد بشكل جزيئات أوكسجين كل واحدة منها تتألف من ذرتين. واعتقد دالتون بصورة خاطئة أن أبسط مركب بين أي عنصرين هو دائماً المركب المكون من ذرة واحدة من أحدهما وذرة من الآخر (لذا فقد اعتقد أن HO أبسط من H2O). بالإضافة إلى سوء معداته والعيب في نتائجه، على سبيل المثال كان يعتقد عام 1803 أن ذرات الأوكسجين كانت أثقل بـ 5.5 مرات من ذرات الهيدروجين، لأنه قاس في الماء 5.5 غرام من الأوكسجين مقابل كل 1 غرام هيدروجين واعتقد كذلك أن صيغة الماء هي HO. عام 1806اعتمد دالتون أرقاماً أفضل، حيث خلص إلى أن الوزن الذري للأوكسجين هو 7 أضعاف الهيدروجين بدلاً من 5.5، وقد اعتمد هذا الوزن لبقية حياته، بينما خلص آخرون عاصروه إلى أن ذرة الأوكسجين يجب أن تزن 8 أضعاف ذرة الهيدروجين إذا اعتمد صيغة دالتون لجزيء الماء HO، أو يجب أن يزن 16 ضعف ذرة الهيدروجين إذا اعتمد الصيغة الحالية (H2O).

### أفوجادرو
صَحَّح أميديو أفوجادرو الخلل في نظرية دالتون من حيث المبدأ عام 1811. اقترح أفيجادرو أن حجماً متساوياً من أي غازين عند درجة حرارة وضغط متساوي يحتوي هذا الحجم حينها على عدد متساوٍ من الجزيئات (بعبارة أخرى، كتلة جزيئات الغاز لا تؤثر على الحجم الذي يشغله الغاز). وقد مكّن هذا القانون أفيجادرو من استنتاج الطبيعة الذرية الثنائية للعديد من الغازات عبر دراسة الأحجام التي تفاعلت معها، على سبيل المثال فإن 2 ليتر من الهيدروجين تتفاعل مع ليتر واحد من الأوكسجين لإنتاج ليترين من غاز بخار الماء (عند ضغط ودرجة حرارة ثابتين)، وهذا يعني أن جزيئة الأوكسجين الواحدة تنقسم إلى جزيئتين من أجل تشكيل جزيئتي ماء. وهكذا كان أفيجادرو قادراً على تقديم تقديرات أكثر دقة للكتلة الذرية للأوكسجين ومختلف العناصر الأخرى، واستطاع التمييز بشكل واضح بين الجزيئات والذرات.

### الحركة البراونية
عام 1827، لاحظ عالم النبات البريطاني روبرت براون أن جسيمات غبار الطلع داخل الماء تستمر في الحركة دون سبب واضح. فسّر أينشتاين هذه الحركة عام 1905 بأنها ناجمة عن جزيئات الماء التي تصدم حبات الطلع باستمرار، ووضغ نموذجاً رياضياً افتراضياً لوصف الحركة. تم التحقق من صحة هذا النموذج تجريبياً عام 1908 من قبل الفيزيائي الفرنسي جن بيرين. وفرت الحركة البراونية دليلاً إضافياً على صحة نظرية الجسيمات.

### اكتشاف الجسيمات دون الذرية
كان اعتقادأن الذرات هي أصغر تقسيمات المادة سائداً حتى عام 1897، عندما اكتشف جوزيف طومسون الإلكترون من خلال عمله على الأشعة المهبطية.

يتألف أنبوب كروكس من حاوية زجاجية مغلقة تحتوي على قطبين كهربائيين يفصل بينهما فراغ. عند تطبيق الجهد الكهربائي على الأقطاب، تنشأ أشعة مهبطية تصدم الزجاج عند النهاية المقابلة من الأنبوب. من خلال التجارب اكتشف طومسون أنه يمكن حرف هذه الأشعة بواسطة الحقل الكهربائي (إضافةً إلى المجالات المغناطيسية، المعروفة سابقاً)و خلص طومسون إلى أن هذه الأشعة، تتألف من جسيمات خفيفة مشحونة بشحنة كهربائية سالبة أطلق عليها اسم «الجسيمات» (سماها علماء آخرون فيما بعد «الإلكترونات»)، بدلاً من كونها أحد أشكال الضوء. قاس طومسون نسبة الكتلة إلى الشحنة واكتشف أنها كانت أصغر بـ 1800 مرة من نسبة الهيدروجين أصغر الذرات. كانت هذه الجسيمات على عكس أي نوع آخر معروف سابقاً.
اقترح طومسون أن الذرات قابلة للتقسيم وأن هذه الجسيمات هي بمثابة لبنات البناء. اقترح طومسون لشرح الشحنة الكلية المحايدة للذرة أن هذه الجسيمات تتوزع في نموذج بحر من الشحنة الموجبة.

### اكتشاف النواة

تجربة رذرفورد
على اليسار: النتائج المتوقعة: جسيمات ألفا تمر من خلال نموذج طومسون للذرة مع انحراف لا يُذكر.
على اليمين: النتائج التي تمت ملاحظتها: انحراف بسيط للجسيمات بسبب الشحنة الموجبة للنواة.

دحض أحد طلاب طومسون السابقين نموذجه للذرة عام 1909، كان هذا الطالب إرنست رذرفورد الذي اكتشف أن معظم كتلة الذرة وشحنتها الموجبة مُركَّزة في جزءٍ صغير جداً من حجمها في مركزها.
قام زميلا رذرفورد وهما هانز غايغر وإرنست مارسدن بإجراء تجربة بناء على طلب رذرفورد، حيث قاما بإطلاق جسيمات ألفا على صفائح رقيقة من المعدن وقاسا انحراف هذه الجسيمات بواسطة شاشة مفلورة. توقّع المجرِّبون أن تمر جسيمات ألفا دون انحراف كبير، بسبب كتلة الإلكترونات الصغير جداً وزخم جسيمات ألفا العالي والتركيز المنخفض من الشحنات الموجبة لنموذج طومسون. إلا أن جزءاً صغيراً من جسيمات ألفا انحرف بشدة. قال رذرفورد أن الشحنة الموجبة للذرة يجب أن تتركز في حجم صغير جداً حتى تتمكن من إنتاج حقل كهربائي بشكل كافٍ لحرف جسيمات ألفا بهذه الشدة.
دفعت التجربة السابقة رذرفورد إلى اقتراح نموذج كوكبي، حيث تحيط سحابة من الإلكترونات بنواة صغيرة جداً موجبة الشحن.

### الخطوات الأولى نحو نموذج فيزيائي كمي
كان النموذج الكوكبي الذي اقترحه رذرفورد يشتمل على قصورين اثنين هامين. الأول أنه وعلى عكس الكوكاب التي تدور حول الشمس فإن الإلكترونات جسيمات مشحونة، ومن المعروف أن الشحنة الكهربائية التسارعة تنبعث منها موجات كهرطيسية وفقاً لصيغة لامور في الكهرطيسية التقليدية. ينبغي أن تفقد الشحنة في المدار الطاقة وتتجه بشكل دوامي نحو النواة لتصطدم بها في جزء صغير من الثانية. أمّا المشكلة الثانية فكانت أن نموذج الكواكب لا يمكن أن يفسّر ذرا أطياف الامتصاص والانبعاث العالية التي لوحظت.

نموذج بور للذرة.

أحدثت نظرية الكم ثورة في الفيزياء بدايات القرن العشرين، عندما افترض ماكس بلانك وألبرت أينشتاين أن الطاقة الضوئية تنبعث أو تُمتص في كميات منفصلة تعرف بالكمّات (مفردها: كمّة، كوانتم). دمج نيلز بور هذه الفكرة عام 1913 في نموذجه الذرّي، حيث يمكن للإلكترون أن يدور في مدارات دائرية معينة حول النواة بزخم زاوي ثابت وطاقة، وبعدها عن النواة يتناسب طاقتها. ووفق هذا النموذج لن يدور الإلكترون باتجاه النواة بحركة دوامية، لأنه لا يمكن أن يفقد الطاقة بشكل مستمر، وبدلاُ من ذلك فإن الإلكترون يمكن له أن يقوم بـ «قفزات كميّة» بين مستويات الطاقة المختلفة. وعندما تحدث هذه القفزات، فإن الضوءينبعث أو يُمتص بتردد مناسب للتغير في الطاقة (و بالتالي امتصاص وانبعاث الضوء يشكلان أطيافاً منفصلة).
لم يكن نموذج بور مثالياً، حيث أمكن التنبأ بخطوط طيف الهيدروجين، ولكن لم يكن من الممكن التنبأ بخطوط طيف الذرات عديدة الإلكترون. والأسوأ من ذلك أنه مع تحسّن تكنولوجيا الطيفية ظهرت خطوط في طيف الهيدروجين لم يستطع نموذج بور تفسيرها. عام 1916 أضاف أرنولد سومرفيلد مدارات بيضوية الشكل لنموذج بور لشرح خطوط الانبعاث الإضافية، ولكن هذا جعل النموذج صعباً جداً للاستخدام، وعلى الرغم من ذلك كان النموذج قاصراً عن تفسير ذرات أكثر تعقيداً.

### اكتشاف النظائر
استمر الحال بإجراء التجارب بواسطة نواتج التفكك الإشعاعي حتى عام 1913 عندما اكتشف كيميائي الإشعاع فريدريك سودي أنه من الممكن تواجد أكثر من عنصر في كل موقع في الجدول الدوري. وقد صِيغ مصطلح Isotope النظير من قبل مارجريت تود كاسم مناسب لهذه العناصر.
أجرى جوزيف جون طومسون في العام ذاته تجربةً مرر فيها تياراً من أيون النيون عبر مجالات مغناطيسية وكهربائية ليصطدم هذا التيار بلوحة فوتوغرافية في الطرف المقابل. لاحظ طومسون بقعتين متوهجتين على اللوحة، واقترح مساري انحراف مختلفين. اقترح طومسون تفسيراً بأن لبعض أيونات النيون كتلة ولبعضها الآخر كتلة أخرى. تم تفسير هذا الاختلاف في الكتل عند اكتشاف النيترونات عام 1932.

### اكتشاف الجسيمات النووية
قام رذرفورد عام 1917 بقصف غاز النيتروجين بجسيمات ألفا ولاحظ نوى الهيدروجين المنبعثة من الغاز (عرف رذرفورد هذا مسبقاً لأنه قام بقصف الهيدروجين بجسيمات ألفا، وحصل على نوى الهيدروجين ضمن النواتج). خلص رذرفورد إلى أن نوى الهيدروجين نشأت من نواة ذرات النيتروجين نفسها (في الواقع، قسم رذرفورد النيتروجين عبر قصفه).
عرف رذرفورد من خلال عمله الخاص وعمل طلابه بور وهنري موسيلي أن الشحنة الإيجابية لأي ذرة يمكن دائماً أن تكون مساوية لشحنة عدد صحيح من نوى الهيدروجين. بالإضافة إلى أن الكتلة الذرية للعديد من العناصر تعادل تقريباً عدداً صحيحاً من كتلة نواة ذرة الهيدروجين-التي افترض لاحقاً أنها أخف الجسيمات- وهذان الاستنتاجان قاداه إلى استنتاج أن نوى الهيدروجين جسيمات مفردة ومكونات أساسية تدخل في تركيب جميع نوى الذرات. أسمى رذرفورد هذه الجسيمات البروتونات. وجد رذرفورد فيما بعد من خلال تجارب لاحقة أن الكتلة النووية لمعظم الذرات تتجاوز كتلة بروتونات تلك الذرة، لذا تكهن بأن الكتلة الفائضة تعود إلى جسيمات غير مشحونة غير معروفة أسماها نيوترونات.
لاحظ فالتر بوته عام 1928 أن البريليوم عند قصفه بجسيمات ألفا يصدر إشعاعاً شديد الاختراق ومحايد كهربائياً. اِعتُقِد بدايةً أنه إشعاع غاما عالي الطاقة بسبب تشابه التأثير على إلكترونات المعادن، إلا أن جيمس شادويك وجد أن التأين كان أشدّ من أن يُعزى إلى إشعاع كهرطيسي، حيث تم حفظ الطاقة والزخم خلال التفاعل. عام 1932، كشف شادويك عن عناصر متنوعة كالهيدروجين والنيتروجين بإشعاع البريليوم الغامض وقام بقياس طاقة الجسيمات المشحونة المرتدة، واستنتج بناءاً على ذلك أن الإشعاع يتكون فعلاً من جسيمات محايدة كهربائياً ومن غير الممكن أن تكون عديمة الكتلة كأشعة غاما، وبدلاً من كونها أشعة غاما ادعى شادويك أن هذه الجسيمات هي نيوترونات رذرفورد. وقد حصل تشادويك على جائزة نوبل عام 1935 لاكتشافه النيوترون.

### النماذج الفيزيائية الكمية للذرة

المدارات الذرية الخمس الممتلئة لذرة النيون مفصولةً ومرتّبَةً بحسب ازدياد الطاقة من اليمين إلى اليسار، وتصبح المدارات الثلاثة الأخيرة متساوية في الطاقة كل مدار يحمل حتى إلكترونين وهي غالباً ما توجد في المناطق التي تمثلها الفقاعة الملونة.

اقترح لويس دي بروي عام 1924 أن جميع الجسيمات المتحركة-و خاصة الجسيمات دون الذرية كالإلكترونات- تظهر سلوكاً شبيهاً بالموجة. حاول إرفين شرودنغر المفتون بهذه الفكرة استكشاف فيما إذا كان من الممكن تفسير حركة الإلكترون في الذرة على نحو أفضل كموجة بدلاً من تفسيرها كجسيم. نشر شرودنجر معادلته الشهيرة عام 1926، وتصف هذه المعادلة الإلكترون كدالة موجية بدلاً من جسيم نقطي. تنبأ هذا النهج بالعديد من الظواهر الطيفية التي فشل نموذج بور في شرحها. وعلى الرغم من أن النموذج كان مقنعاً رياضياً إلا أنه كان صعب التصور ولقي معارضةً. أحد المنتقدين كان ماكس بورن، واقترح بورن أن دالة موجة شرودنجر لم تصف الإلكترون بل وصفت جميع حالاته الممكنة، وبالتالي يمكن استخدام دالة شرودنجر لحساب احتمال العثور على إلكترون في مدار معين حول النواة. مهد هذا التوفيق بين نظريتين متعارضتين (الجسيم والموجة) إلى فكرة ازدواجية موجة-جسيم. على سبيل المثال ينكسر كالموجة ويمتلك كتلة كالجسيم.
نظراً لوصف الإلكترونات بالشكل الموجي أصبح من المستحيل رياضياً في الوقت ذاته حساب موضع وزخم الإلكترون، عُرف هذا فيما بعد بمبدأ الريبية لهايزنبرغ بعدما قدمه للمرة الأولى الفيزيائي النظري فيرنر هايزنبيرغ وقام بنشره عام 1927. أبطل هذا نموذج بور ذو المدارات الدائرية المحددة بوضوح، حيث يصف النموذج الذري الحديث مواضع الإلكترونات في الذرة باحتمالات. حيث يمكن للإلكترون أن يتواجد على بعد أي مسافة من النواة، ولكن اعتماداً على مستوى الطاقة فإنه وبشكل أكثر تواتراً سيتواجد في مناطق معينة حول النواة دون غيرها، ويشار إلى هذه المناطق بالمدار الذري. تأتي المدارات بأشكال متعددة كالكرة أو الدمبل أو الطارة بالإضافة إلى نواة في الوسط.

## نظرية دالتون الذرية
يعتبر الإنجليزي جون دالتون أول من أقترح نظرية الذرية للمادة في حوالي عام 1803م. أن مفهوم الذرة (غير قابلة للتجزئة) لم يبدأ مع دالتون ولكن مع علماء الإغريق قبل الميلاد والذين أوضحوا عدم إمكانية تقسيم المادة إلى الابد إلى اجزاء اصغر فاصغر وانه في نهاية المطاف يجب أن تكون هنالك جسيمات غير قابلة للتجزئة. لم تكن هذه الاقتراحات القديمة مبنية على نتائج تجارب علمية وإنما كانت ثمار تفكير عميق. تختلف نظرية دالتون عن ذلك كونها تعتمد على قوانين بقاء الكتلة والنسب الثابتة والتي اشتقت من العديد من الاستنتاجات المباشرة. يمكن التعبير عن النظرية التي اقترحها بالاتي:
1- تتكون المادة من العديد من الجسيمات الغير قابلة للتجزئة تسمى الذرات.
2- تتميز كل ذرات العنصر بنفس الخواص (الحجم، الشكل، الكتلة) والتي تختلف باختلاف العناصر.
3- يحدث التفاعل الكيميائي عند تبديل وضعية الذرات وتحويلها من منظومة لاخري.
لقد أثبتت نظرية دالتون نجاحها من خلال تفسيرها لبعض الحقائق القائمة في ذلك الزمان كما أنها استطاعت أيضا التنبؤ ببعض القوانين الغير مكتشفة:
اولا: تتضمن هذه النظرية قانون حفظ الكتلة حيث ان التفاعل الكيميائى لايفعل شيئا سوى إعادة توزيع الذرات ولم تفقد أي ذرة في هذة المنظومة وبالتالي تظل الكتلة ثابتة عند حدوث التفاعل الكيميائى.
ثانيا: تفسر هذه النظرية قانون النسب الثابتة. افترض ان مادة ما تتكون من عنصرين A وB. وان أي جزيئي من هذه المادة يتكون من ذرة واحدة منA وذرة واحدة من B يعرف الجزيئى بانة مجموعه ذرات مترابطة مع بعضها بقوة تسمح لها بالتصرف أو إعادة التنظيم كجسيم واحد. افترض أيضا ان كتلة الذرة A تكون ضعف كتلة الذرة B وبالتالى فان الذرة A تساهم بضعف الكتلة التي تساهم بها الذرة B في تكوين جزيئى واحد من هذه المادة الامر الذي يعني ان نسبة كتلة الذرة Aالى الذرة B هي 2/1.
اما إذا اخذنا مجموعة كبيرة من جزيئات هذة المادة فاننا نجد دائما ان عدد ذرات Aمتساويا لعدد ذرات B الامر الذي يعني انة بغض النظر عن حجم العينة فاننا دائما نحصل على نسبة كتلة Aالى B تساوي 2/1. بالمثل إذا فاعلنا A مع B لنحصل على هذا الجزيئى فنجد ان أي ذرة من A تتحد مع ذرة واحدة منB اما إذا خلطنا 100 ذرة من A مع 110 ذرة من B فنجد انة قد تبقت 10 ذرات من Bغير متفاعلة بعد اكتمال التفاعل.
ثالثا: لقد تنبأت نظرية دالتون بقانون النسب المتضاعفة الذي يقول: عند تكوين مركبين مختلفين من نفس العنصرين فان كتلتي أحد العنصرين اللتان تتفاعلان مع كتلة ثابتة من العنصر الآخر تكونان في شكل نسبة عددين بسيطين وصحيحين. قد يظهر هذا القانون وكانة أكثر تعقيدا من حقيقتة. دعنا نتحدث عن مركبين يتكونان من عنصري الأكسجين والكربون. إذا وجدنا في احدهما (أول اكسيد الكربون) ان 1.33 جم من الأكسجين متحدة مع 1.00 جم من الكربون بينما وجدنا في الآخر (ثاني اكسيد الكربون) ان 2.66 جم من الأكسجين متحدة مع 1.00 جم من الكربون فان نسبة كتلتي الأكسجين 2.66جم/1.33جم اللتان تتحدان مع كتلة ثابتة من الكربون 1.00 جم تكون في شكل عددين صحيحين:
تتفق هذه النسبة مع النظرية الذرية حيث ان أول أكسيد الكربون يحتوي على ذرة واحدة كربون تكون متحدة مع ذرة واحدة من الأكسجين بينما نجد ان ثاني اكسيد الكربون يحتوي ذرة كربون واحدة تكون متحدة مع ذرتين من الأكسجين. نسبة لان ثاني اكسيد الكربون ضعف ذرات الأكسجين المتحدة مع ذرة الكربون مثلما لأول أكسيد الكربون فان وزن الأكسجين في جزيئى ثاني اكسيد الكربون يجب أن يكون ضعف وزن الأكسجين في جزيئى أول اكسيد الكربون.
لقد أثبتت نظرية دالتون نجاحها من خلال تفسيرها لبعض الحقائق القائمة في ذلك الزمان كما أنها استطاعت أيضا التنبؤ ببعض القوانين الغير مكتشفة:
اولا: تتضمن هذه النظرية قانون حفظ الكتلة حيث ان التفاعل الكيميائى لايفعل شيئا سوى إعادة توزيع الذرات ولم تفقد أي ذرة في هذة المنظومة وبالتالي تظل الكتلة ثابتة عند حدوث التفاعل الكيميائى.
ثانيا: تفسر هذه النظرية قانون النسب الثابتة. افترض ان مادة ما تتكون من عنصرين A وB. وان أي جزيئي من هذه المادة يتكون من ذرة واحدة منA وذرة واحدة من B يعرف الجزيئى بانة مجموعه ذرات مترابطة مع بعضها بقوة تسمح لها بالتصرف أو إعادة التنظيم كجسيم واحد. افترض أيضا ان كتلة الذرة A تكون ضعف كتلة الذرة B وبالتالى فان الذرة A تساهم بضعف الكتلة التي تساهم بها الذرة B في تكوين جزيئى واحد من هذه المادة الامر الذي يعني ان نسبة كتلة الذرة Aالى الذرة B هي 2/1.
اما إذا اخذنا مجموعة كبيرة من جزيئات هذة المادة فاننا نجد دائما ان عدد ذرات Aمتساويا لعدد ذرات B الامر الذي يعني انة بغض النظر عن حجم العينة فاننا دائما نحصل على نسبة كتلة Aالى B تساوي 2/1. بالمثل إذا فاعلنا A مع B لنحصل على هذا الجزيئى فنجد ان أي ذرة من A تتحد مع ذرة واحدة منB اما إذا خلطنا 100 ذرة من A مع 110 ذرة من B فنجد انة قد تبقت 10 ذرات من Bغير متفاعلة بعد اكتمال التفاعل.
ثالثا: لقد تنبأت نظرية دالتون بقانون النسب المتضاعفة الذي يقول: عند تكوين مركبين مختلفين من نفس العنصرين فان كتلتي أحد العنصرين اللتان تتفاعلان مع كتلة ثابتة من العنصر الآخر تكونان في شكل نسبة عددين بسيطين وصحيحين. قد يظهر هذا القانون وكانة أكثر تعقيدا من حقيقتة. دعنا نتحدث عن مركبين يتكونان من عنصري الأكسجين والكربون. إذا وجدنا في احدهما (أول اكسيد الكربون) ان 1.33 جم من الأكسجين متحدة مع 1.00 جم من الكربون بينما وجدنا في الآخر (ثاني اكسيد الكربون) ان 2.66 جم من الأكسجين متحدة مع 1.00 جم من الكربون فان نسبة كتلتي الأكسجين 2.66جم/1.33جم اللتان تتحدان مع كتلة ثابتة من الكربون 1.00 جم تكون في شكل عددين صحيحين:
تتفق هذه النسبة مع النظرية الذرية حيث ان أول أكسيد الكربون يحتوي على ذرة واحدة كربون تكون متحدة مع ذرة واحدة من الأكسجين بينما نجد ان ثاني اكسيد الكربون يحتوي ذرة كربون واحدة تكون متحدة مع ذرتين من الأكسجين. نسبة لان ثاني اكسيد الكربون ضعف ذرات الأكسجين المتحدة مع ذرة الكربون مثلما لأول أكسيد الكربون فان وزن الأكسجين في جزيئى ثاني اكسيد الكربون يجب أن يكون ضعف وزن الأكسجين في جزيئى أول اكسيد الكربون.

## قراءات للاستزادة
- الذرة في تاريخ الفكر البشري لبيرنارد بولمان (1998)
- الجدول الدوري، قصته وأهميته لإيريك سيكري (2007)
- النظرية الذرية لتشارلز أدولف فورتز (1881)

## وصلات خارجية
- نظرية ذرية - معلومات مفصلة حول النظرية الذرية بخصوص الإلكترونات والكهرباء. (بالإنجليزية)